# جون مككولوك (سياسي)
جون مككولوك (بالإنجليزية: John McCulloch)‏ هو سياسي أمريكي، ولد في 15 نوفمبر 1806، وتوفي في 15 مايو 1879. حزبياً، نشط في الحزب الجمهوري. وقد انتخب عضو مجلس النواب الأمريكي.